# Sobrenatural

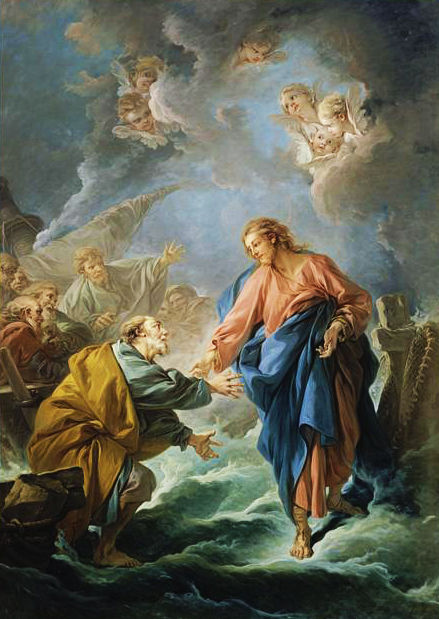
Sant Pere intenta caminar sobre l'aigua en una pintura de François Boucher (1766)

Sobrenatural es refereix a fenòmens o entitats que estan més enllà de les lleis de la naturalesa. El terme deriva del llatí medieval supernaturalis, del llatí super- (a sobre, més enllà o fora de) + natura (natura). Tot i que el terme "natura", ha tingut múltiples significats des del món antic, el terme "sobrenatural" va sorgir a l'Edat Mitjana i no existia en el món antic.
Allò sobrenatural apareix en contextos folklòrics i religiosos, però també pot aparèixer com a explicació en contextos més seculars, com en els casos de supersticions o creences en allò paranormal. El terme s'atribueix a entitats no físiques, com ara àngels, dimonis, déus i esperits. També inclou les habilitats reivindicades incorporades o proporcionades per aquests éssers, com ara la màgia, la telecinesi, la levitació, la precognició i la percepció extrasensorial.

## Etimologia
El terme apareix tant com a adjectiu com a substantiu, els descendents del compost modern sobrenatural prové de llatí postclàssic (supernaturalis). El llatí postclàssic supernaturalis apareix per primera vegada al segle VI, compost pel prefix llatí super- i nātūrālis (vegeu natura).
El valor semàntic del terme ha canviat al llarg de la història del seu ús. Originalment, el terme es referia exclusivament a la comprensió cristiana del món. Per exemple, com a adjectiu, el terme pot significar "pertànyer a un regne o sistema que transcendeix la natura, com el dels éssers divins, màgics o fantasmals; atribuït o pensat per revelar alguna força més enllà de la comprensió científica o de les lleis de la naturalesa; ocult, paranormal" o "més del que és natural o ordinari; antinatural o extraordinàriament gran; anormal, extraordinari". Els usos obsolets inclouen la relació amb la metafísica. Com a substantiu, el terme pot significar "un ésser sobrenatural", sobretot relacionat amb entitats de les mitologies dels pobles indígenes d'Amèrica.

### Història del concepte
El món antic no tenia cap paraula similar a "sobrenatural". Els diàlegs de la filosofia neoplatònica al segle iii van contribuir al desenvolupament del concepte sobrenatural a través de la teologia cristiana en els segles posteriors. El terme naturalesa havia existit des de l'antiguitat, i hi havia autors llatins com Agustí, que va utilitzar la paraula i els seus derivats almenys 600 vegades a La ciutat de Déu. A l'època medieval, "natura" tenia deu significats diferents i "natural" tenia onze significats diferents. Pere Llombard, un escolàstic medieval del segle XII, es va preguntar per les causes que estan més enllà de la natura, i de quina manera hi podria haver causes que fossin només de Déu. Va utilitzar el terme praeter naturam en els seus escrits. En el període escolàstic, Tomàs d'Aquino classificava els miracles en tres categories: "per sobre de la natura", "més enllà de la natura" i "contra natura". En fer-ho, va afinar la distinció entre natura i miracles més del que havien fet els primers Pares de l'Església. Com a resultat, havia creat una mena dicotomia de natural i sobrenatural. Tot i que l'expressió "supra naturam" s'utilitzava des del segle IV dC, va ser l'any 1200 quan Tomàs d'Aquino va utilitzar el terme "supernaturalis" i malgrat això, el terme va haver d'esperar fins al final de l'època medieval abans de fer-se més popular. Les discussions sobre la "naturalesa" durant el període escolàstic van ser diverses, amb alguns que fins i tot van arribar a defensar que els miracles són naturals i que la màgia natural és una part natural del món.

## Epistemologia i metafísica
Les consideracions metafísiques de l'existència del que és sobrenatural poden ser difícils d'abordar com un exercici de filosofia o teologia perquè qualsevol dependència de la seva antítesi, el natural, haurà de ser finalment invertida o rebutjada. Un factor que ho complica és que hi ha desacord sobre la definició de "natural" i els límits del naturalisme. Els conceptes del domini sobrenatural estan estretament relacionats amb els conceptes d'espiritualitat religiosa i d'ocultisme o espiritualisme.
Robert Boyle afirma que la paraula "natura" pot tenir diversos significats. Pot referir-se a l'Autor de la natura, l'essència d'una cosa, el principi de moviment, l'ordre establert de les coses, les facultats d'un ésser viu o l'univers en conjunt. També pot contrastar amb altres coses, com quan es parla de moviment natural versus moviment violent. A més, la natura pot ser una forma de divinitat o ésser estrany.
La possibilitat nomològica és la possibilitat sota les lleis reals de la naturalesa. La majoria dels filòsofs des de David Hume han sostingut que les lleis de la naturalesa són metafísicament contingents, que podria haver-hi hagut lleis naturals diferents de les que s'han obtingut. Si és així, aleshores no seria impossible lògicament o metafísicament, per exemple, viatjar a Alfa de Centauri en un dia; només hauria de ser el cas que poguessis viatjar més ràpid que la velocitat de la llum. Però és clar que hi ha un sentit important en què això no és nomològicament possible; donat que les lleis de la natura són les que són. En la filosofia de les ciències naturals, les afirmacions d'impossibilitat arriben a ser àmpliament acceptades com a aclaparadorament probables en lloc de considerar-se provades fins al punt de ser inqüestionables. La base d'aquesta forta acceptació és una combinació d'extenses proves que alguna cosa no passa, combinada amb una teoria científica subjacent, molt reeixida en fer prediccions, les hipòtesis de les quals porten lògicament a la conclusió que una cosa és impossible. Tot i que una afirmació d'impossibilitat en ciències naturals mai no es pot demostrar absolutament, es podria refutar mitjançant l'observació d'un únic contraexemple. Aquest contraexemple requeriria tornar a examinar els supòsits subjacents a la teoria que implicava la impossibilitat. Alguns filòsofs, com Sydney Shoemaker, han argumentat que les lleis de la naturalesa són de fet necessàries, no contingents; si és així, aleshores la possibilitat nomològica és equivalent a la possibilitat metafísica.
Els parapsicòlegs utilitzen el terme "psi" per referir-se a una força subjacent als fenòmens estudiats, que inclou la percepció extrasensorial (ESP) i la psicocinesi (PK), segons Michael Winkelman.
Hi ha diversos punts de vista sobre allò sobrenatural:
- Indistinta de la natura. Des d'aquesta perspectiva, alguns esdeveniments passen d'acord amb les lleis de la naturalesa, i d'altres es produeixen segons un conjunt separat de principis externs a la naturalesa coneguda. Per exemple, a l'escolàstica, es creia que Déu era capaç de fer qualsevol miracle sempre que no conduís a una contradicció lògica. Algunes religions postulen deïtats immanents, però no tenen una tradició anàloga a la sobrenatural; alguns creuen que tot allò que algú experimenta es produeix per voluntat (ocasionalisme), en la ment (neoplatonisme) o com a part (no-dualisme) d'una realitat divina més fonamental (platonisme).
- Atribució humana incorrecta. En aquesta visió, tots els esdeveniments tenen causes naturals i només naturals. Creuen que els éssers humans atribueixen atributs sobrenaturals a esdeveniments purament naturals, com ara els llamps, els arcs de Sant Martí, les inundacions i l'origen de la vida.[15][16]

## Estudis antropològics
Els estudis antropològics entre cultures indiquen que les persones no tenen ni utilitzen explicacions naturals i sobrenaturals d'una manera mútuament excloent o dicotòmica. En canvi, la reconciliació d'explicacions naturals i sobrenaturals és normal i generalitzada entre cultures. Els estudis interculturals indiquen que hi ha coexistència d'explicacions naturals i sobrenaturals tant en adults com en nens per referir-se a diverses coses sobre el món com ara la malaltia, la mort i els orígens. El context i l'aportació cultural tenen un paper important a l'hora de determinar quan i com els individus incorporen explicacions naturals i sobrenaturals. La coexistència d'explicacions naturals i sobrenaturals en els individus pot ser el resultat de dos dominis cognitius diferents: un relacionat amb les relacions físic-mecàniques i un altre amb les relacions socials. Els estudis sobre grups indígenes han permès conèixer com pot funcionar aquesta coexistència d'explicacions.

## Conceptes sobrenaturals

### Deïtat
Una divinitat és un ésser sobrenatural considerat diví o sagrat. L'Oxford Dictionary of English defineix la deïtat com "un déu o una deessa (en una religió politeista)", o qualsevol cosa venerada com a divina. C. Scott Littleton defineix una deïtat com "un ésser amb poders més grans que els dels humans corrents, però que interactua amb els humans, de manera positiva o negativa, de manera que els porten a nous nivells de consciència, més enllà de les preocupacions de la vida ordinària". Una deïtat masculina és un déu, mentre que una deïtat femenina és una deessa.
Les religions es poden classificar pel número de deïtats que veneren. Les religions monoteistes accepten només una divinitat (coneguda principalment com a Déu), les religions politeistes accepten múltiples deïtats. Les religions henoteistes accepten una divinitat suprema sense negar altres divinitats, considerant-les com a aspectes equivalents del mateix principi diví; i les religions no teistes neguen qualsevol divinitat suprema creadora eterna però accepten un panteó de divinitats que viuen, moren i reneixen com qualsevol altre ésser.
Diverses cultures han conceptualitzat una divinitat de manera diferent a un Déu monoteista. Una deïtat no ha de ser necessàriament omnipotent, omnipresent, omniscient, omnibenevolent o eterna. El Déu monoteista, però, té aquests atributs. Les religions monoteistes solen referir-se a Déu en termes masculins, mentre que altres religions es refereixen a les seves deïtats de diverses maneres: masculina, femenina, andrògina i de gènere neutre.
Històricament, moltes cultures antigues, com ara l'Antiga Índia, l'Antic Egipte, l'antiga Grècia, l'Antiga Roma, la nòrdica i la cultura asiàtica, van personificar els fenòmens naturals, de manera diversa com les seves causes conscients o simplement els seus efectes, respectivament. Algunes deïtats avestiques i vèdiques eren considerades com a conceptes ètics. A les religions índies, s'ha imaginat que les deïtats es manifesten dins del temple del cos de cada ésser viu, com a òrgans sensorials i en la ment. Les divinitats també s'han imaginat com una forma d'existència (Saṃsāra) després del renaixement, per als éssers humans que obtenen mèrits a través d'una vida ètica, on es converteixen en divinitats guardianes i viuen feliços al cel, però també estan subjectes a la mort quan s'esgota el seu mèrit.

### Àngel

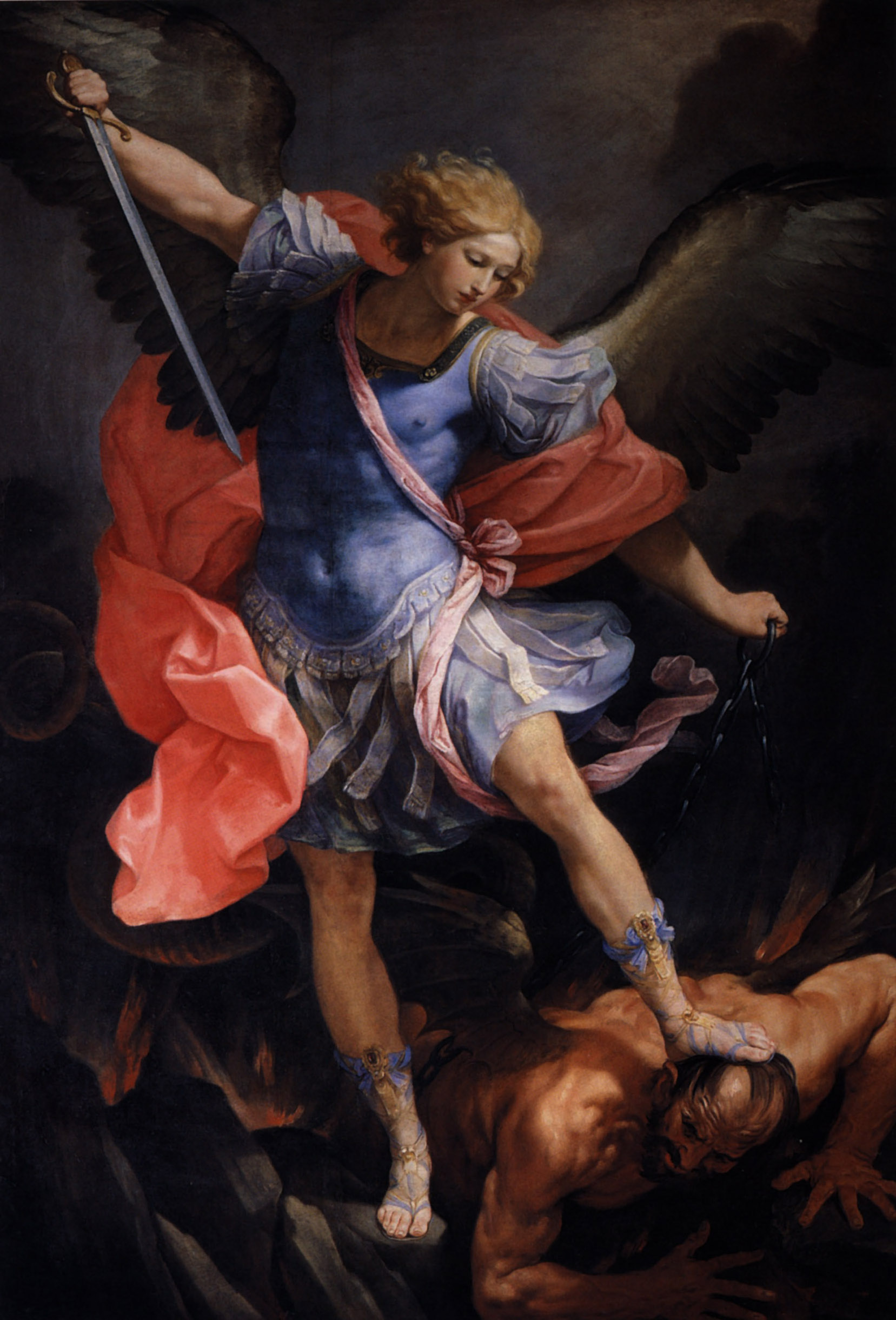
L'arcàngel Miquel porta una capa i una cuirassa militars romanes en aquesta representació del segle XVII de Guido Reni.

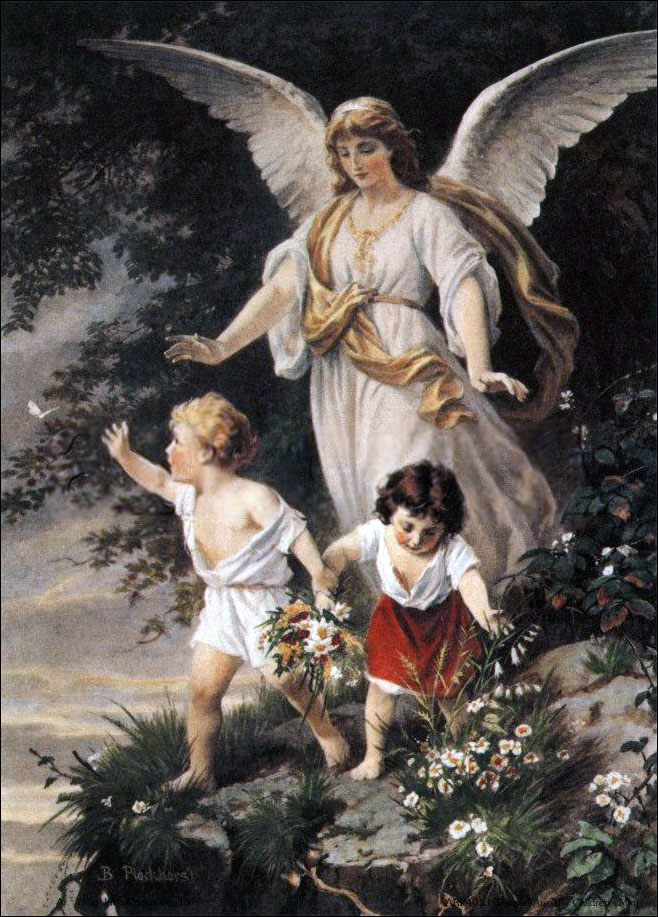
Schutzengel (anglès: "Àngel de la guarda") de Bernhard Plockhorst, representa un àngel de la guarda vigilant dos nens.

Un àngel és generalment un ésser sobrenatural que es troba en diverses religions i mitologies. En les religions abrahàmiques i en el zoroastrisme, els àngels són sovint representats com a éssers celestials benevolents que actuen com a intermediaris entre Déu o el Cel i la Terra. Altres funcions dels àngels inclouen protegir i guiar els éssers humans i dur a terme les tasques pròpies de Déu. Dins de les religions abrahàmiques, els àngels s'organitzen sovint en jerarquies, encara que aquests rànquings poden variar dins de cada religió, i se'ls dona noms o títols específics, com ara Gabriel o " Àngel destructor ". El terme "àngel" també s'ha ampliat a diverses nocions d'esperits o figures que es troben en altres tradicions religioses. L'estudi teològic dels àngels es coneix com "angelologia".
En belles arts, els àngels solen ser representats amb la forma d'éssers humans d'una bellesa extraordinària; sovint s'identifiquen utilitzant els símbols d'ales d'ocells, aurèoles, i llum.

### Profecia
La profecia implica un procés en el qual els missatges són comunicats per un déu a un profeta. Aquests missatges solen implicar inspiració, interpretació o revelació de la voluntat divina pel que fa al món social del profeta i als esdeveniments futurs propis del coneixement diví. La profecia no es limita a cap cultura. És una propietat comuna a totes les societats antigues conegudes arreu del món, algunes més que altres. Durant diversos mil·lennis s'han proposat molts sistemes i regles sobre profecies.

### Revelació
En religió i teologia, la revelació és la revelació d'alguna forma de veritat o coneixement mitjançant la comunicació amb una deïtat o una altra entitat o entitats sobrenaturals.
Algunes religions tenen textos religiosos que es consideren revelats o inspirats divinament o sobrenaturalment. Per exemple, els jueus ortodoxos, els cristians i els musulmans creuen que la Torà va ser rebuda de Jahvè a la muntanya bíblica del Sinaí. La majoria dels cristians creuen que tant l'Antic Testament com el Nou Testament van ser inspirats per Déu. Els musulmans creuen que l'Alcorà va ser revelat per Déu a Mahoma paraula per paraula a través de l'àngel Gabriel (Jibril). En l'hinduisme, alguns Vedes es consideren apauruṣheyatva, "composicions no humanes", i se suposa que s'han revelat directament i, per tant, s'anomenen śruti, "el que s'escolta". Aleister Crowley va declarar que el Llibre de la Llei li havia estat revelat a través d'un ésser superior que es deia Aiwass.
Una revelació comunicada per una entitat sobrenatural present durant l'esdeveniment s'anomena visió. S'han comunicat converses directes entre el receptor i l'entitat sobrenatural, o marques físiques com els estigmes. En casos rars, com el de Sant Joan Diego, artefactes físics acompanyen la revelació. El concepte catòlic romà de locució interior inclou només una veu interior escoltada pel receptor.
En les religions abrahamiques, el terme s'utilitza per referir-se al procés pel qual Déu revela el coneixement d'ell mateix, la seva voluntat i la seva providència divina al món dels éssers humans. En un ús secundari, la revelació es refereix al coneixement humà resultant sobre Déu, la profecia i altres coses divines. La revelació d'una font sobrenatural té un paper menys important en algunes altres tradicions religioses com el budisme, el confucianisme i el taoisme.

### Reencarnació

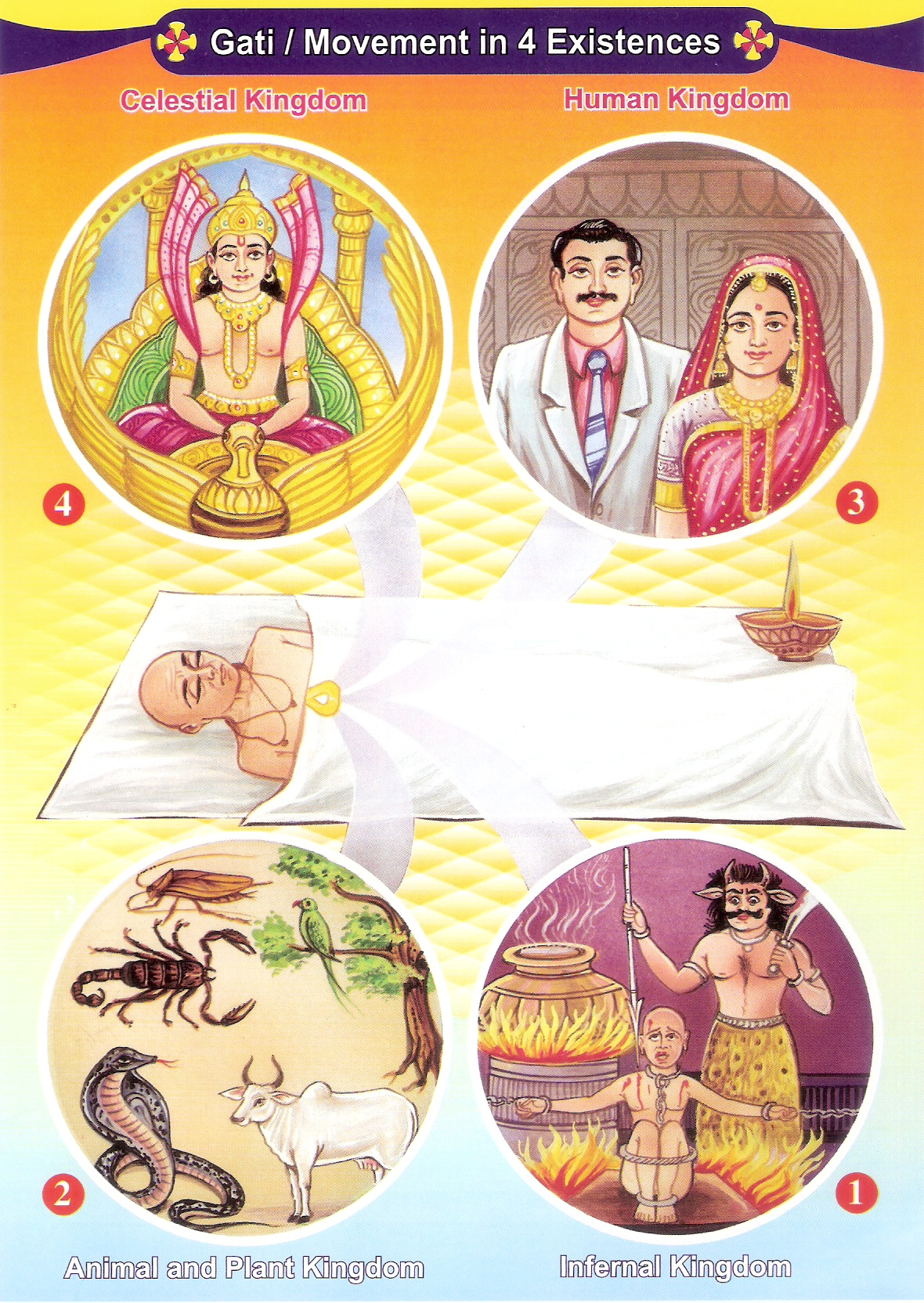
En el jainisme, una ànima viatja a qualsevol dels quatre estats d'existència després de la mort depenent dels seus karmes.

La reencarnació és el concepte filosòfic o religiós que indica que un ésser viu comença una nova vida en un cos físic o forma diferent després de cada mort biològica. També s'anomena renaixement o transmigració, i forma part de la doctrina Saṃsāra de l'existència cíclica. És un principi central de totes les religions índies principals, és a dir, el jainisme, l'hinduisme, el budisme i el sikhisme. La idea de la reencarnació es troba en moltes cultures antigues, i figures històriques gregues, com Pitàgores, Sòcrates i Plató, tenien una creença en el tornar a néixer o metempsicosi. També és una creença comuna de diverses religions antigues i modernes com l'espiritisme, la teosofia i l'Eckankar, i com a creença esotèrica en molts corrents del judaisme ortodox. També es troba a moltes societats tribals d'arreu del món, a llocs com Austràlia, Àsia oriental, Sibèria i Amèrica del Sud.
Encara que la majoria de denominacions dins del cristianisme i l'islam no creuen que els individus es reencarnin en aquest sentit, grups particulars dins d'aquestes religions sí que es refereixen a la reencarnació; com els principals seguidors històrics i contemporanis dels càtars, els alauites, els drusos i els rosacreus. Les relacions històriques entre aquests i les creences sobre la reencarnació que eren característiques del neoplatonisme, l'orfisme, l'hermetisme, el maniqueisme i el gnosticisme de l'època romana, així com les religions índies, han estat objecte d'investigacions recents. L'Església de la Unitat i el seu fundador Charles Fillmore ensenya la reencarnació.
En les últimes dècades, molts europeus i nord-americans han desenvolupat un interès per la reencarnació, i moltes obres contemporànies ho mencionen.

### Karma
Karma també es refereix al principi espiritual de causa i efecte on la intenció i les accions d'un individu (causa) influeixen en el futur d'aquest individu (efecte). Les bones intencions i les bones accions contribueixen al bon karma i a la felicitat futura, mentre que les dolentes intencions i les dolentes accions contribueixen al mal karma i al patiment futur.
Amb orígens en la civilització vèdica de l'antiga Índia, la filosofia del karma està estretament associada amb la idea de la reencarnació en moltes escoles de religions índies (en particular l'hinduisme, el budisme, el jainisme i el sikhisme), així com el taoisme. En aquestes escoles, el karma del present afecta el futur d'un en la vida actual, així com la naturalesa i la qualitat de les vides futures: el propi saṃsāra.

### Teologia cristiana

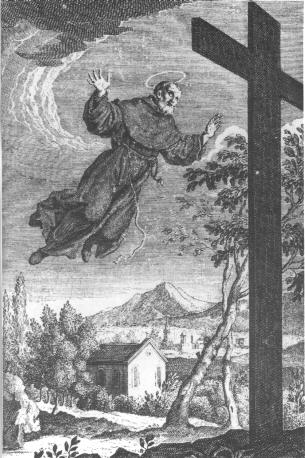
El sant patró dels viatgers aeris, aviadors, astronautes, persones amb discapacitat psíquica, examinadors i estudiants pobres és Josep de Copertino, de qui es diu que levitava.

En la teologia catòlica, l'ordre sobrenatural es defineix, segons New Advent, com "el conjunt d'efectes que sobrepassen els poders de l'univers creat i produïts gratuïtament per Déu amb el propòsit d'elevar la criatura racional per sobre de la seva esfera nativa fins a un ésser semblant a Déu vida i destí". El Modern Catholic Dictionary el defineix com "la suma total del destí celestial i tots els mitjans divinament establerts per arribar a aquest destí, que superen els mers poders i capacitats de la naturalesa humana".

### Teologia del procés
La teologia del procés és una escola de pensament influenciada per la filosofia del procés metafísic d'Alfred North Whitehead (1861–1947) i desenvolupada per Charles Hartshorne (1897–2000).
Donald Viney defensa que en la metafísica del procés, no hi ha una distinció clara entre el sobrenatural i el natural. La naturalesa és vista com l'activitat creativa dels éssers reals. A diferència del teisme tradicional, en el qual Déu crea de la nada, en el teisme del procés, els éssers creats tenen un paper actiu en la creació del món juntament amb Déu.

### Cel
El cel, o els cels, és un lloc religiós cosmològic o transcendent comú on es diu que éssers com ara déus, àngels, esperits, sants o avantpassats venerats s'originen, s'entronen o viuen. Segons les creences d'algunes religions, els éssers celestials poden descendir a la Terra o encarnar-se, i els éssers terrenals poden ascendir al cel en el més enllà, o en casos excepcionals entrar al cel vius.
El cel es descriu sovint com un "lloc superior", el lloc més sagrat, un paradís, en contrast amb l'infern o l'Inframón o els "llocs baixos", i accessible universalment o condicionalment pels éssers terrestres segons diversos estàndards de divinitat, bondat, pietat, la fe, o altres virtuts o creences correctes o simplement la voluntat de Déu. Alguns creuen en la possibilitat d'un cel a la Terra en un món que ha de venir.
Una altra creença és un axis mundi o arbre del món que connecta el cel, el món terrestre i l'inframón. En les religions índies, el cel és considerat com Svarga loka, i l'ànima està de nou sotmesa a renaixement en diferents formes de vida segons el seu karma. Aquest cicle es pot trencar després que una ànima aconsegueixi Moksha o Nirvana. Qualsevol lloc d'existència, ja sigui d'humans, ànimes o deïtats, fora del món tangible (el cel, l'infern o un altre) es coneix com un altre món.

### Inframón
L'inframón és el món sobrenatural dels morts en diverses tradicions religioses, situat per sota del món dels vius. Ctònic és l'adjectiu tècnic per a coses relacionades amb l'inframón.
El concepte d'inframón es troba a gairebé totes les civilitzacions i "pot ser tan antic com la mateixa humanitat". Les característiques comunes dels mites de l'inframón són relats de persones vives que fan viatges a l'inframón, sovint amb algun propòsit heroic. Altres mites reforcen les tradicions segons les quals l'entrada de les ànimes a l'inframón requereix una observació adequada de la cerimònia, com l'antiga història grega del Pàtrocle, acabat de morir, perseguint Aquil·les fins que el seu cos podria ser enterrat adequadament per a aquest propòsit. Les persones amb estatus social anaven vestides i equipades per poder navegar millor per l'inframón.
Diverses mitologies incorporen el concepte de l'ànima del difunt fent el seu propi viatge a l'inframón, amb la necessitat de portar els morts a través d'un obstacle definitiu com un llac o un riu per arribar a aquesta destinació. Les imatges d'aquests viatges es poden trobar tant a l'art antic com modern. El descens als inframóns s'ha descrit com "el mite més important per als autors modernistes".

### Esperit

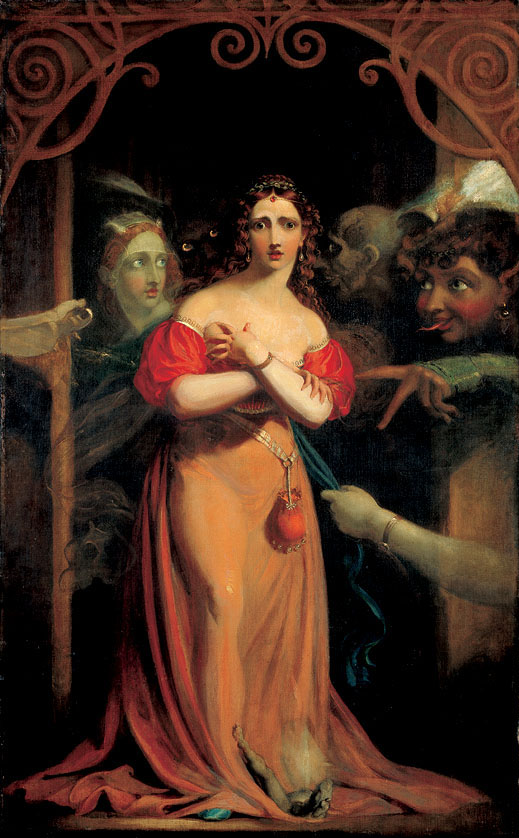
Bertalda, assaltada pels esperits, de Theodor von Holst, c. 1830

Un esperit és un ésser sobrenatural, sovint però no exclusivament una entitat no física; com un fantasma, una fada, un geni o un àngel. Els conceptes de l'esperit i l'ànima d'una persona, sovint també es superposen, ja que tots dos es contrasten amb el cos o se li dona prioritat ontològica sobre el cos i es creu que tots dos sobreviuen a la mort corporal en algunes religions, i "esperit" també pot tenir el sentit. de "fantasma", és a dir, una manifestació de l'esperit d'una persona difunta. A les Bíblies angleses, "l'Esperit" (amb una "S") majúscula, denota específicament l'Esperit Sant.
L'esperit s'utilitza sovint metafísicament per referir-se a la consciència o la personalitat.

### Dimoni
Un dimoni (del grec koine δαιμόνιον daimónion) és un ésser sobrenatural i sovint malèvol que predomina en la religió, l'ocultisme, la literatura, la ficció, la mitologia i el folklore.
En les religions del Pròxim Orient antic, així com en les tradicions abrahàmiques, inclosa la demonologia cristiana antiga i medieval, un dimoni es considera una entitat espiritual nociva, per sota dels plans celestials que pot causar possessió demoníaca, i requereix un exorcisme. En l'ocultisme occidental i la màgia renaixentista, que va sorgir d'una fusió de la màgia grecoromana, l'aggada jueva i la demonologia cristiana, es creu que un dimoni és una entitat espiritual que pot ser conjurada i controlada.

### Màgia

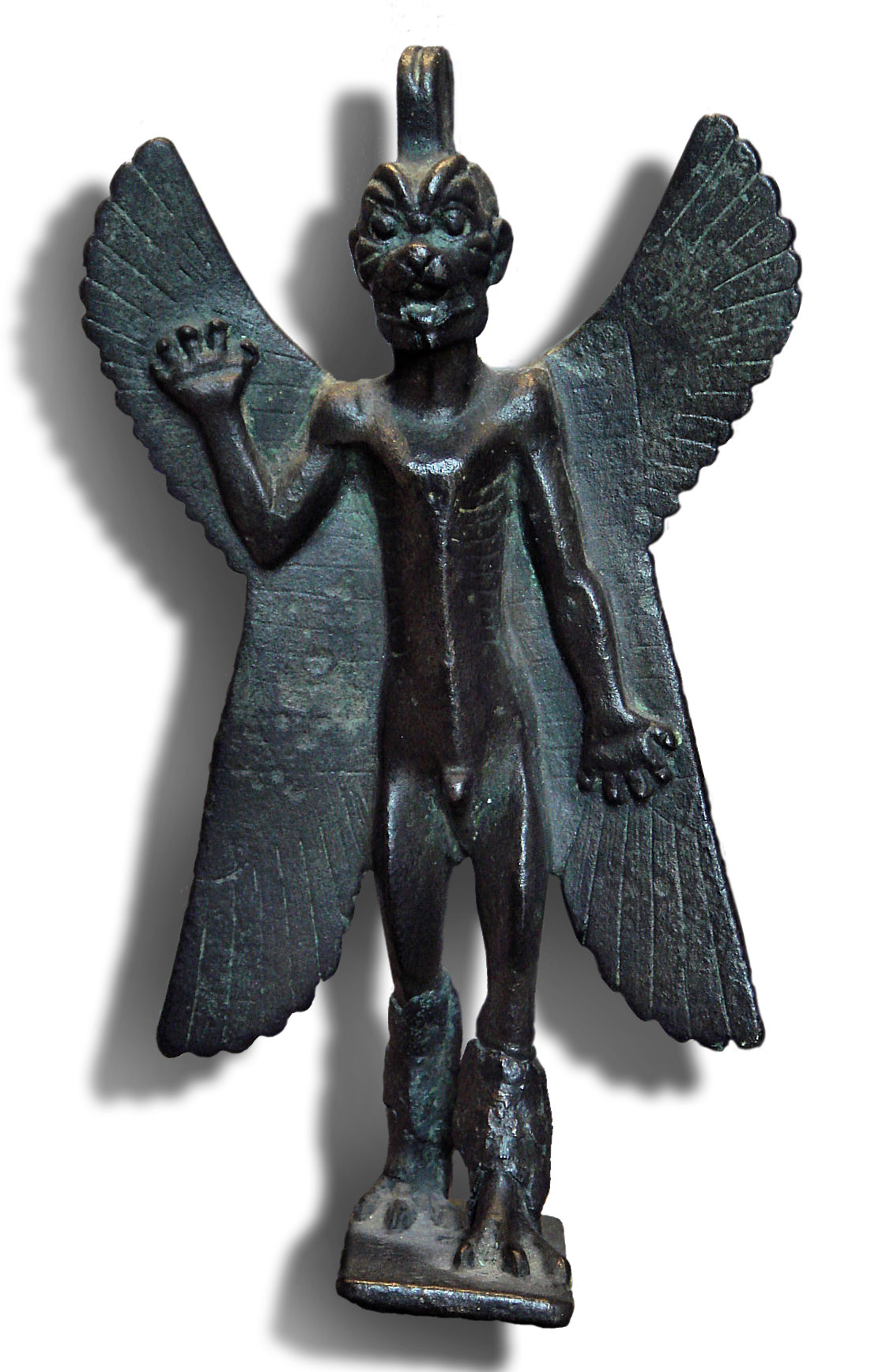
Estatueta de bronze del rei dimoni assiro-babilònic Pazuzu, cap al 800 aC - 700 aC, al Museu del Louvre.

La màgia és l'ús de rituals, símbols, accions, gestos o llenguatge amb l'objectiu d'utilitzar forces sobrenaturals. La creença i la pràctica de la màgia ha estat present des de les primeres cultures humanes i continua tenint un important paper espiritual, religiós i medicinal en moltes cultures actuals. El terme màgia té una varietat de significats, i no hi ha una definició àmpliament consensuada de què és.
Els estudiosos de la religió han definit la màgia de diferents maneres. Un enfocament, associat amb els antropòlegs Edward Tylor i James G. Frazer, suggereix que la màgia i la ciència són oposades. Un enfocament alternatiu, associat als sociòlegs Marcel Mauss i Emile Durkheim, argumenta que la màgia té lloc en privat, mentre que la religió és una activitat comunitària i organitzada. Molts estudiosos de la religió han rebutjat la utilitat del terme màgia i s'ha tornat cada cop més impopular dins de l'estudiós des dels anys noranta.
El terme màgia prové del terme del persa antic magu, paraula que s'aplicava a una forma de funcionari religiós de la qual se sap poc. Durant el final del segle VI i principis del V aC, aquest terme es va adoptar al grec antic, on s'utilitzava amb connotacions negatives, per aplicar-se a ritus religiosos que es consideraven fraudulents, no convencionals i perillosos. Aquest significat del terme va ser adoptat pel llatí al segle I aC. El concepte es va incorporar a la teologia cristiana durant el segle I d.C., on la màgia s'associava amb els dimonis i, per tant, es definia contra la religió. Aquest concepte va ser generalitzat durant tota l'Edat Mitjana, encara que a principis del període modern els humanistes italians van reinterpretar el terme en un sentit positiu per establir la idea de màgia natural. Tant la comprensió negativa com la positiva del terme es van mantenir a la cultura occidental durant els segles següents, i la primera va influir en gran manera en els primers usos acadèmics de la paraula.
Al llarg de la història, hi ha hagut exemples d'individus que van practicar la màgia i es van referir a ells mateixos com a mags. L'esoterista britànic Aleister Crowley va descriure la màgia com l'art d'efectuar el canvi d'acord amb la voluntat.

### Endivinació
L'endevinació (del llatí divinare "preveure, inspirar-se en un déu", relacionat amb divinus, diví) és l'intent d'obtenir informació sobre una qüestió o situació mitjançant un procés ocultisme, normalitzat o ritual. Usats de diverses formes al llarg de la història, els endevinadors determinen amb les seves interpretacions com hauria de procedir la persona que demana consell a través de la lectura de signes, esdeveniments o presagis, o mitjançant un suposat contacte amb un element sobrenatural.
L'endevinació es pot veure com un mètode sistemàtic amb el qual organitzar allò que semblen facetes de l'existència aleatòries i inconnexes de manera que proporcionin una visió d'un problema en qüestió.
L'endevinació és rebutjada per la comunitat científica i els escèptics com a superstició. Al segle II, Llucià va dedicar un enginyós assaig a la carrera d'un xarlatà, "Alexandre l'impostor", on es referia a "un d'aquells que anuncien encantaments, encantaments miraculosos, encants per als teus amors, visites per als teus enemics, revelacions de tresor soterrat, i successions a finques".

### Bruixeria

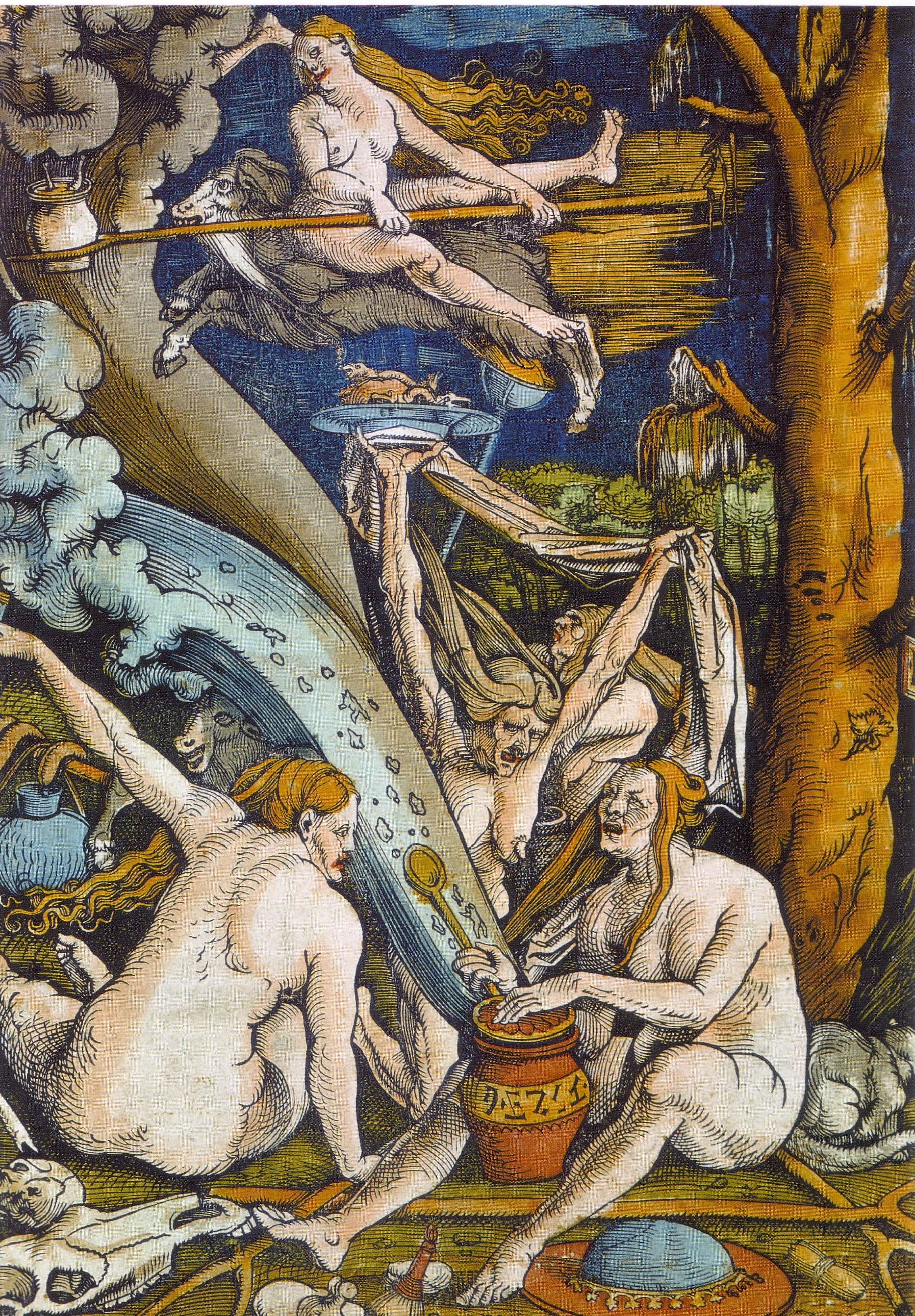
Bruixes de Hans Baldung. Xilografia, 1508

La bruixeria significa en general la pràctica i la creença en les habilitats i habilitats màgiques exercides per practicants i grups solitaris. La bruixeria és un terme ampli que varia culturalment i socialment i, per tant, pot ser difícil de definir amb precisió, i els supòsits interculturals sobre el significat o la significació del terme s'han d'aplicar amb precaució. La bruixeria sovint ocupa un paper religiós endevinatori o medicinal, i sovint està present en societats i grups el marc cultural dels quals inclou una visió del món màgica.

### Miracle
Un miracle és un esdeveniment no explicable per lleis naturals o científiques. Un esdeveniment d'aquest tipus es pot atribuir a un ésser sobrenatural (una divinitat), un taumaturg, un sant o un líder religiós.
De manera informal, la paraula "miracle" s'utilitza sovint per caracteritzar qualsevol esdeveniment beneficiós que sigui estadísticament improbable però que no sigui contrari a les lleis de la natura, com ara sobreviure a un desastre natural, o simplement un esdeveniment "meravellós", independentment de la probabilitat, com ara un naixement. Altres miracles d'aquest tipus poden ser: la supervivència d'una malaltia diagnosticada com a terminal, escapar d'una situació que amenaça la vida o "superar els pronòstics". Algunes coincidències poden ser vistes com a miracles.
Un veritable miracle seria, per definició, un fenomen no natural, que portaria molts pensadors racionals i científics a descartar-los com a físicament impossibles (és a dir, requerint la violació de les lleis de la física establertes dins del seu domini de validesa) o impossibles de confirmar pels seus natura (perquè mai es poden descartar tots els mecanismes físics possibles). La primera posició és expressada per exemple per Thomas Jefferson i la segona per David Hume. Els teòlegs solen dir que, amb la providència divina, Déu treballa regularment a través de la natura, però, com a creador, és lliure de treballar sense aquesta, fer-ho per sobre d'aquesta o en contra. La possibilitat i la probabilitat dels miracles són d'aquesta manera iguals a la possibilitat i probabilitat de l'existència de Déu.

## Escepticisme
L'escepticisme és generalment qualsevol actitud de podar en dubte un o més elements de coneixement o creença putatius. Sovint s'adreça a aspectes sobrenaturals, morals (escepticisme moral), religiosos (escepticisme sobre l'existència de Déu) o el coneixement (escepticisme sobre la possibilitat del coneixement, o de la certesa).

## En la cultura popular
Les entitats i poders sobrenaturals són comuns en diverses obres de fantasia. Alguns exemples inclouen els programes de televisió Supernatural i The X-Files, la màgia de la sèrie de Harry Potter, la sèrie El Senyor dels Anells, la sèrie La roda del temps i la sèrie Cançó de gel i foc.